# حقوق قضات فدرال در ایالات متحده آمریکا
حقوق قضات فدرال در ایالات متحدهٔ آمریکا، طبق قانون اساسی آمریکا و توسط کنگرهٔ آن کشور تعیین می‌شود. دریافتی یک قاضی، بر اساس رتبهٔ سازمانی وی متفاوت است. بخش اول از اصل سوم قانون اساسی آمریکا، میزان حقوق قضات نباید در طول خدمتشان، کاهش یابد.

## اصل سوم قانون اساسی آمریکا
منظور از قضات فدرال، کسانی هستند که طبق اصل سوم قانون اساسی آمریکا منصوب می‌شوند. میزان حقوق و دستمزد این قضات در طول مدت تصدی مسند قضا، کاهش نمی‌یابد. همچنین آنان تا زمانی که از سمتشان استعفا ندهند یا توسط کنگره استیضاح نشوند، در سمت خود باقی می‌مانند.

### قضات دیوان عالی کشور
دردیوان عالی ایالات متحدهٔ آمریکا، عالی‌ترین دادگاه پژوهشی آمریکاست.
جدول زیر میزان حقوق و دستمزد قضات فدرال را بین سال‌های ۱۷۸۹ تا ۲۰۰۹ را نشان می‌دهد.
| سال  | قضات     | مستشاران | معادل نرخ حقوق و دستمزد طبق قیمت روز سال 2015 | معادل نرخ حقوق و دستمزد طبق قیمت روز سال 2015 |
| سال  | قضات     | مستشاران | قضات                                          | مستشاران                                      |
| ۱۷۸۹ | $۴٬۰۰۰   | $۳٬۵۰۰   | فاقد داده!                                    | فاقد داده!                                    |
| ۱۸۱۹ | $۵٬۰۰۰   | $۴٬۵۰۰   | $77,293                                       | $69,564                                       |
| ۱۸۵۵ | $۶٬۵۰۰   | $۶٬۰۰۰   | $165,077                                      | $152,379                                      |
| ۱۸۷۱ | $۸٬۵۰۰   | $۸٬۰۰۰   | $167,899                                      | $158,022                                      |
| ۱۸۷۳ | $۱۰٬۵۰۰  | $۱۰٬۰۰۰  | $207,404                                      | $197,528                                      |
| ۱۹۰۳ | $۱۳٬۰۰۰  | $۱۲٬۵۰۰  | $342,381                                      | $329,213                                      |
| ۱۹۱۱ | $۱۵٬۰۰۰  | $۱۴٬۵۰۰  | $380,946                                      | $368,248                                      |
| ۱۹۲۶ | $۲۰٬۵۰۰  | $۲۰٬۰۰۰  | $274,014                                      | $267,331                                      |
| ۱۹۴۶ | $۲۵٬۵۰۰  | $۲۵٬۰۰۰  | $309,438                                      | $303,370                                      |
| ۱۹۵۵ | $۳۵٬۵۰۰  | $۳۵٬۰۰۰  | $313,591                                      | $309,174                                      |
| ۱۹۶۴ | $۴۰٬۰۰۰  | $۳۹٬۵۰۰  | $305,193                                      | $301,378                                      |
| ۱۹۶۹ | $۶۲٬۵۰۰  | $۶۰٬۰۰۰  | $403,301                                      | $387,169                                      |
| ۱۹۷۵ | $۶۵٬۶۰۰  | $۶۳٬۰۰۰  | $288,486                                      | $277,052                                      |
| ۱۹۷۶ | $۶۸٬۸۰۰  | $۶۶٬۰۰۰  | $286,103                                      | $274,460                                      |
| ۱۹۷۷ | $۷۵٬۰۰۰  | $۷۲٬۰۰۰  | $292,875                                      | $281,160                                      |
| ۱۹۷۸ | $۷۹٬۱۰۰  | $۷۶٬۰۰۰  | $286,980                                      | $275,733                                      |
| ۱۹۷۹ | $۸۴٬۷۰۰  | $۸۱٬۳۰۰  | $276,159                                      | $265,073                                      |
| ۱۹۸۰ | $۹۲٬۴۰۰  | $۸۸٬۷۰۰  | $265,370                                      | $254,744                                      |
| ۱۹۸۱ | $۹۶٬۸۰۰  | $۹۳٬۰۰۰  | $251,956                                      | $242,066                                      |
| ۱۹۸۲ | $۱۰۰٬۷۰۰ | $۹۶٬۷۰۰  | $246,923                                      | $237,115                                      |
| ۱۹۸۴ | $۱۰۴٬۷۰۰ | $۱۰۰٬۶۰۰ | $238,476                                      | $229,137                                      |
| ۱۹۸۵ | $۱۰۸٬۴۰۰ | $۱۰۴٬۱۰۰ | $238,500                                      | $229,039                                      |
| ۱۹۸۷ | $۱۱۱٬۷۰۰ | $۱۰۷٬۲۰۰ | $232,659                                      | $223,286                                      |
| ۱۹۸۷ | $۱۱۵٬۰۰۰ | $۱۱۰٬۰۰۰ | $239,533                                      | $229,118                                      |
| ۱۹۹۰ | $۱۲۴٬۰۰۰ | $۱۱۸٬۶۰۰ | $224,596                                      | $214,815                                      |
| ۱۹۹۱ | $۱۶۰٬۶۰۰ | $۱۵۳٬۶۰۰ | $279,019                                      | $266,858                                      |
| ۱۹۹۲ | $۱۶۶٬۲۰۰ | $۱۵۹٬۰۰۰ | $280,258                                      | $268,117                                      |
| ۱۹۹۳ | $۱۷۱٬۵۰۰ | $۱۶۴٬۱۰۰ | $280,934                                      | $268,813                                      |
| ۱۹۹۸ | $۱۷۵٬۴۰۰ | $۱۶۷٬۹۰۰ | $254,649                                      | $243,760                                      |
| ۲۰۰۰ | $۱۸۱٬۴۰۰ | $۱۷۳٬۶۰۰ | $249,263                                      | $238,545                                      |
| ۲۰۰۱ | $۱۸۶٬۳۰۰ | $۱۷۸٬۳۰۰ | $248,972                                      | $238,281                                      |
| ۲۰۰۲ | $۱۹۲٬۶۰۰ | $۱۸۴٬۴۰۰ | $253,391                                      | $242,603                                      |
| ۲۰۰۳ | $۱۹۸٬۶۰۰ | $۱۹۰٬۱۰۰ | $255,471                                      | $244,537                                      |
| ۲۰۰۴ | $۲۰۳٬۰۰۰ | $۱۹۴٬۳۰۰ | $254,322                                      | $243,423                                      |
| ۲۰۰۵ | $۲۰۸٬۱۰۰ | $۱۹۹٬۲۰۰ | $252,138                                      | $241,355                                      |
| ۲۰۰۶ | $۲۱۲٬۱۰۰ | $۲۰۳٬۰۰۰ | $248,967                                      | $238,285                                      |
| ۲۰۰۸ | $۲۱۷٬۴۰۰ | $۲۰۸٬۱۰۰ | $238,938                                      | $228,717                                      |
| ۲۰۰۹ | $۲۲۳٬۵۰۰ | $۲۱۳٬۹۰۰ | $246,519                                      | $235,930                                      |

### قضات دادگاه‌های تجدید نظر
در جدول زیر میزان حقوق و دسمتزد قضات دادگاه‌های استیناف ایالات متحده آمده‌است.
| سال  | نرخ حقوق و دسمتزد | معاد نرخ حقوق و دستمزد طبق قیمت روز سال 2015 |
| ۱۸۹۱ | $۶٬۰۰۰            | فاقد داده!                                   |
| ۱۹۰۳ | $۷٬۰۰۰            | $184,359                                     |
| ۱۹۱۹ | $۸٬۵۰۰            | $116,014                                     |
| ۱۹۲۶ | $۱۲٬۵۰۰           | $167,082                                     |
| ۱۹۴۶ | $۱۷٬۵۰۰           | $212,359                                     |
| ۱۹۵۵ | $۲۵٬۵۰۰           | $225,255                                     |
| ۱۹۶۴ | $۳۳٬۰۰۰           | $251,784                                     |
| ۱۹۶۹ | $۴۲٬۵۰۰           | $274,245                                     |
| ۱۹۷۵ | $۴۴٬۶۰۰           | $196,135                                     |
| ۱۹۷۶ | $۴۶٬۸۰۰           | $194,617                                     |
| ۱۹۷۷ | $۵۷٬۵۰۰           | $224,537                                     |
| ۱۹۷۸ | $۶۰٬۷۰۰           | $220,223                                     |
| ۱۹۷۹ | $۶۵٬۰۰۰           | $211,928                                     |
| ۱۹۸۰ | $۷۰٬۹۰۰           | $203,623                                     |
| ۱۹۸۱ | $۷۴٬۳۰۰           | $193,392                                     |
| ۱۹۸۲ | $۷۷٬۳۰۰           | $189,545                                     |
| ۱۹۸۴ | $۸۰٬۴۰۰           | $183,128                                     |
| ۱۹۸۵ | $۸۳٬۲۰۰           | $183,055                                     |
| ۱۹۸۷ | $۸۵٬۷۰۰           | $178,504                                     |
| ۱۹۸۷ | $۹۵٬۰۰۰           | $197,875                                     |
| ۱۹۹۰ | $۱۰۲٬۵۰۰          | $185,654                                     |
| ۱۹۹۱ | $۱۳۲٬۷۰۰          | $230,547                                     |
| ۱۹۹۲ | $۱۳۷٬۳۰۰          | $231,525                                     |
| ۱۹۹۳ | $۱۴۱٬۷۰۰          | $232,119                                     |
| ۱۹۹۸ | $۱۴۵٬۰۰۰          | $210,513                                     |
| ۲۰۰۰ | $۱۴۹٬۹۰۰          | $205,979                                     |
| ۲۰۰۱ | $۱۵۳٬۹۰۰          | $205,672                                     |
| ۲۰۰۲ | $۱۵۹٬۱۰۰          | $209,317                                     |
| ۲۰۰۳ | $۱۶۴٬۰۰۰          | $210,963                                     |
| ۲۰۰۴ | $۱۶۷٬۶۰۰          | $209,972                                     |
| ۲۰۰۵ | $۱۷۱٬۸۰۰          | $208,156                                     |
| ۲۰۰۶ | $۱۷۵٬۱۰۰          | $205,536                                     |
| ۲۰۰۸ | $۱۷۹٬۵۰۰          | $197,284                                     |
| ۲۰۰۹ | $۱۸۴٬۵۰۰          | $203,502                                     |

### قضاتدادگاه‌های ناحیه‌ای ایالات متحدهٔ آمریکا
در جدول زیر میزان حقوق و دسمتزد قضات دادگاه‌های ناحیه‌ای ایالات متحدهٔ آمریکا را نشان می‌دهد. میزان حقوق آن‌ها تا قبل از سال ۱۸۹۱ در هر ایالت متنوع بود، اما از آن سال به بعد یکسان‌سازی شد.
| سال  | کم‌ترین | بیش‌ترین | معادل نرخ حقوق و دسمتزد طبق نرخ روز سال ۲۰۱۵ | معادل نرخ حقوق و دسمتزد طبق نرخ روز سال ۲۰۱۵ |
| سال  | کم‌ترین | بیش‌ترین | بیش‌ترین                                      | کم‌ترین                                       |
| ۱۷۸۹ | $۸۰۰   | $۱٬۸۰۰  | فاقد داده                                    | فاقد داده                                    |
| ۱۸۱۲ | $۸۰۰   | $۳٬۰۰۰  | $11,155                                      | $41,829                                      |
| ۱۸۱۶ | $۸۰۰   | $۳٬۱۰۰  | $11,155                                      | $43,224                                      |
| ۱۸۱۷ | $۸۰۰   | $۳٬۰۰۰  | $11,852                                      | $44,444                                      |
| ۱۸۳۰ | $۱٬۲۰۰ | $۳٬۵۰۰  | $26,666                                      | $77,777                                      |
| ۱۸۴۴ | $۱٬۲۰۰ | $۳٬۸۰۰  | $30,476                                      | $96,506                                      |
| ۱۸۴۷ | $۱٬۲۰۰ | $۳٬۵۰۰  | $30,476                                      | $88,888                                      |
| ۱۸۵۲ | $۱٬۲۰۰ | $۵٬۰۰۰  | $34,133                                      | $142,220                                     |
| ۱۸۵۴ | $۱٬۲۰۰ | $۳٬۵۰۰  | $31,604                                      | $92,180                                      |
| ۱۸۶۰ | $۱٬۲۰۰ | $۶٬۰۰۰  | $31,604                                      | $158,022                                     |
| ۱۸۶۲ | $۱٬۲۰۰ | $۳٬۵۰۰  | $28,444                                      | $82,962                                      |
| ۱۸۶۶ | $۱٬۲۰۰ | $۴٬۵۰۰  | $19,394                                      | $72,726                                      |
| ۱۸۶۷ | $۳٬۵۰۰ | $۵٬۰۰۰  | $59,258                                      | $84,655                                      |

| سال  | نرخ حقوق و دستمزد | معادل نرخ حقوق و دسمتزد طبق نرخ روز سال 2015 |
| ۱۸۹۱ | $۵٬۰۰۰            | $131,685                                     |
| ۱۹۰۳ | $۶٬۰۰۰            | $158,022                                     |
| ۱۹۱۹ | $۷٬۵۰۰            | $102,366                                     |
| ۱۹۲۶ | $۱۰٬۰۰۰           | $133,665                                     |
| ۱۹۴۶ | $۱۵٬۰۰۰           | $182,022                                     |
| ۱۹۵۵ | $۲۲٬۵۰۰           | $198,755                                     |
| ۱۹۶۴ | $۳۰٬۰۰۰           | $228,895                                     |
| ۱۹۶۹ | $۴۰٬۰۰۰           | $258,113                                     |
| ۱۹۷۵ | $۴۲٬۰۰۰           | $184,701                                     |
| ۱۹۷۶ | $۴۴٬۰۰۰           | $182,973                                     |
| ۱۹۷۷ | $۵۴٬۵۰۰           | $212,822                                     |
| ۱۹۷۸ | $۵۷٬۵۰۰           | $208,614                                     |
| ۱۹۷۹ | $۶۱٬۵۰۰           | $200,517                                     |
| ۱۹۸۰ | $۶۷٬۱۰۰           | $192,709                                     |
| ۱۹۸۱ | $۷۰٬۳۰۰           | $182,981                                     |
| ۱۹۸۲ | $۷۳٬۱۰۰           | $179,246                                     |
| ۱۹۸۴ | $۷۶٬۰۰۰           | $173,106                                     |
| ۱۹۸۵ | $۷۸٬۷۰۰           | $173,155                                     |
| ۱۹۸۷ | $۸۱٬۱۰۰           | $168,923                                     |
| ۱۹۸۷ | $۸۹٬۵۰۰           | $186,419                                     |
| ۱۹۹۰ | $۹۶٬۶۰۰           | $174,968                                     |
| ۱۹۹۱ | $۱۲۵٬۱۰۰          | $217,343                                     |
| ۱۹۹۲ | $۱۲۹٬۵۰۰          | $218,372                                     |
| ۱۹۹۳ | $۱۳۳٬۶۰۰          | $218,850                                     |
| ۱۹۹۸ | $۱۳۶٬۷۰۰          | $198,463                                     |
| ۲۰۰۰ | $۱۴۱٬۳۰۰          | $194,161                                     |
| ۲۰۰۱ | $۱۴۵٬۱۰۰          | $193,912                                     |
| ۲۰۰۲ | $۱۵۰٬۰۰۰          | $197,345                                     |
| ۲۰۰۳ | $۱۵۴٬۷۰۰          | $199,000                                     |
| ۲۰۰۴ | $۱۵۸٬۱۰۰          | $198,071                                     |
| ۲۰۰۵ | $۱۶۲٬۱۰۰          | $196,404                                     |
| ۲۰۰۶ | $۱۶۵٬۲۰۰          | $193,915                                     |
| ۲۰۰۸ | $۱۶۹٬۳۰۰          | $186,073                                     |
| ۲۰۰۹ | $۱۷۴٬۰۰۰          | $191,921                                     |